# Anauxesis rufa
Anauxesis rufa är en skalbaggsart som beskrevs av Stefan von Breuning 1948. Anauxesis rufa ingår i släktet Anauxesis och familjen långhorningar. Inga underarter finns listade i Catalogue of Life.